# Coccymys albidens
Coccymys albidens је врста глодара из породице мишева (Muridae).

## Распрострањење
Врста је присутна у индонежанској покрајини Папуи.

## Угроженост
Подаци о распрострањености ове врсте су недовољни.